# Ana Blanco (judoka)
Ana Blanco es una deportista venezolana que compitió en judo. Ganó una medalla de oro en el Campeonato Panamericano de Judo de 1980, en la categoría de +73 kg.

## Palmarés internacional
| Campeonato Panamericano | Campeonato Panamericano       | Campeonato Panamericano | Campeonato Panamericano |
| Año                     | Lugar                         | Medalla                 | Categoría               |
| ----------------------- | ----------------------------- | ----------------------- | ----------------------- |
| 1980                    | Isla de Margarita (Venezuela) | Medalla de oro          | +73 kg                  |